# Andrea Belluzzi
Pour les articles homonymes, voir Belluzzi.
Andrea Belluzzi, né le 23 mars 1968 à Saint-Marin, est un avocat et homme d'État saint-marinais, membre du Parti des socialistes et des démocrates. Il est capitaine-régent de Saint-Marin, avec Roberto Venturini, du 1er avril au 1er octobre 2015.

## Biographie
Pilote automobile semi-professionnel depuis 1990, Andrea Belluzzi exerce la profession d'avocat.
Membre du Parti des socialistes et des démocrates depuis 2007, il est élu membre du Grand Conseil général en 2012. Le 17 mars 2015, il est élu capitaine-régent, avec Roberto Venturini. Les deux hommes entrent en fonction le 1er avril suivant pour un semestre.